# عشقم را پیدا کردم
عشقم را پیدا کردم (به تامیلی: Kanden Kadhalai) یا من عشقم را دیدم (به انگلیسی: I Saw My Love) فیلمی محصول سال ۲۰۰۹ و به کارگردانی آر. کانان است. در این فیلم بازیگرانی همچون بهاراث، تمنا باتیا، سانتانام و تامبی رامایاش ایفای نقش کرده‌اند.
این فیلم بازسازی فیلم وقتی همدیگر را دیدیم است.